# Labuhan Pandan
Labuhan Pandan is een bestuurslaag in het regentschap Oost-Lombok van de provincie West-Nusa Tenggara, Indonesië. Labuhan Pandan telt 7689 inwoners (volkstelling 2010).